# Minucia bimaculata
Minucia bimaculata är en fjärilsart som beskrevs av Ludwig Osthelder 1933. Minucia bimaculata ingår i släktet Minucia och familjen nattflyn. Inga underarter finns listade i Catalogue of Life.